# Francisco (astronomia)
Francisco, o Urano XXII, è un satellite naturale irregolare del pianeta Urano; porta il nome di un nobile nella commedia La tempesta di William Shakespeare.
È il più interno dei satelliti irregolari esterni retrogradi e anche uno dei più piccoli del pianeta.

## Scoperta
Francisco è stato scoperto il 13 agosto 2001 in base a osservazioni su lastre fotografiche da un team composto dagli astronomi Matthew J. Holman, John J. Kavelaars, Dan Milisavljevic e Tommy Grav all'incirca nello stesso periodo della scoperta del satellite più esterno conosciuto di Urano, Ferdinando. Le immagini erano state riprese dal telescopio Blanco di 4,0 metri presso l'Osservatorio di Cerro Tololo in Cile. 
Poco dopo le osservazioni, che comprendevano anche Ferdinando, Trinculo e Margherita, le tracce del satellite furono perdute, sebbene fossero state fatte altre tre osservazioni. Poiché l'orbita non poteva quindi essere confermata, l'Unione Astronomica Internazionale (IAU) decise di non pubblicizzare la scoperta. Nel settembre 2003, Brett J. Gladman riuscì a riscoprire Francisco su immagini del 2002 scattate con il Very Large Telescope di 8,2 metri in Cile. La scoperta definitiva è stata annunciata il 7 ottobre 2003 e al satellite fu assegnata la designazione provvisoria S/2001 U 3, che fa riferimento all'anno della prima osservazione secondo le regole della IAU.

## Denominazione
Il 29 dicembre 2005, la IAU assegnò al satellite la denominazione ufficiale Francisco che, come per tutti i satelliti irregolari di Urano (tranne Margherita), fa riferimento a un personaggio de La tempesta di William Shakespeare.
Francisco è un nobile che ha fatto naufragio con il re Alonso (il padre di Ferdinando) e cerca di confortarlo sulla sospetta perdita di suo figlio Ferdinando.
I satelliti di Urano prendono il nome da personaggi di Shakespeare o Alexander Pope. Per primi quattro satelliti di Urano (Oberon, Titania, Ariel e Umbriel) il nome fu suggerito da John Herschel, figlio di William Herschel, lo scopritore di Urano.

## Parametri orbitali
Il satellite è caratterizzato da un movimento retrogrado, ed appartiene al Gruppo di Calibano, un sottogruppo di satelliti irregolari con orbite moderatamente eccentriche, elevate inclinazioni orbitali comprese tra 140 e 170°, che comprende anche Calibano, Stefano e Trinculo. L'orbita di Oberon, il satellite interno più vicino, dista in media 3,7 milioni di km dall'orbita di Francisco, mentre la distanza dell'orbita del satellite esterno più vicino, Calibano, è in media di circa 4 milioni di km.
Francisco orbita attorno a Urano in 267 giorni 2 ore e 53 minuti, pari a circa 0,731 anni terrestri; Francisco impiega più tempo per orbitare attorno a Urano di quanto impiega Venere per orbitare attorno al Sole.
La distanza media è di 4.275.910 km o 167,296 raggi di Urano; l'inclinazione orbitale è di 147,45993° rispetto all'eclittica con un'eccentricità di 0,1369138.
L'orbita di Francisco è sorprendentemente circolare per un satellite irregolare, e la sua eccentricità è la più bassa tra tutti i satelliti irregolare di Urano, con la possibile eccezione di Calibano, le cui stime di eccentricità variano ampiamente.

## Caratteristiche fisiche
Si stima che Francisco abbia un diametro di 22 km, calcolato in base a un'albedo presunta del 4%, sebbene questo valore potrebbe arrivare fino al 7%. La superficie è estremamente scura. La sua densità è stimata tra 1,3 e 1,5 g/cm3. Ciò significa che il satellite è composto principalmente da ghiaccio d'acqua e roccia silicea. Sulla sua superficie l'accelerazione gravitazionale è di 0,0025 m/s2, che corrisponde a circa il 2 ‰ di quella sulla Terra. Francisco appare nello spettro in colore grigio.

## Origine
Si ritiene che Francisco sia un oggetto catturato dalla fascia di Kuiper e non abbia avuto origine nel disco di accrescimento al momento della formazione del sistema di Urano. È probabile che il satellite fosse originariamente un oggetto della fascia di Kuiper, divenuto poi un centauro e infine catturata da Urano. L'esatto meccanismo di cattura non è noto. Le ipotesi vanno dall'afflusso di gas dal disco protoplanetario, alle interazioni nell'ambito delle interazioni tra corpi multipli, alla cattura da parte della massa in rapido aumento di Urano. I parametri orbitali indicano che Francisco appartiene allo stesso gruppo dinamico di Calibano e Stefano e quindi questi satelliti probabilmente condividono un'origine comune.